# Comuna Rakovski, Plovdiv
Rakovski (în bulgară Раковски) este o comună în regiunea Plovdiv, Bulgaria, formată din orașul Rakovski și satele Belozem, Bolearino, Cealăkovi, Momino Selo, Streama și Șișmanți. 

## Demografie
Componența etnică a comunei Rakovski
     Romi (6,35%)
     Bulgari (83,01%)
     Nicio identificare (10,11%)
     Altele (0,72%)
La recensământul din 2011, populația comunei Rakovski era de 26.381 locuitori. Din punct de vedere etnic, majoritatea locuitorilor (83,01%) erau bulgari, cu o minoritate de romi (6,35%). Pentru 10,11% din locuitori nu este cunoscută apartenența etnică.